# Indie Built
Indie Built, Inc. était un studio américain de développement de jeux vidéo situé à Salt Lake City, fondé en 1982[réf. nécessaire] par Bruce Carver (président) et Chris Jones (directeur financier) sous le nom Access Software, et disparu en 2006.
Le studio a notamment réalisé la série Tex Murphy de la fin des années 1980 à la fin des années 1990 (sous le nom « Access Software »), ainsi que les jeux de golf Links.

## Histoire
Après avoir sorti plusieurs succès au cours des années 1980 et 1990, Access Software est racheté en 1999 par Microsoft, et devient une filiale de Microsoft Game Studios. Le studio est alors renommé « Salt Lake Games Studio » avant de devenir « Indie Games » en 2003.
En octobre 2004, le studio est revendu par Microsoft à Take-Two Interactive, en prenant le nom « Indie Built ». Le studio constitue dès lors une branche de 2K Sports, et se spécialise dans les jeux de sport. Indie Built développe notamment les jeux Amped 3 et Top Spin 2 pour Xbox. Cependant, les ventes du jeu Amped 3 sont jugées décevantes. Take-Two Interactive décide de mettre un terme aux activités d'Indie Built en avril/mai 2006.

## Jeux développés
Série Tex Murphy
- 1989 : Mean Streets
- 1991 : Martian Memorandum
- 1994 : Under a Killing Moon
- 1996 : The Pandora Directive
- 1998 : Tex Murphy: Overseer

Série Links
- Links 386 CD
- Links 386 Pro
- Links Expansion Pack
- Links Extreme
- Links LS 1997
- Links LS 1998 Edition
- Links LS 1999
- Links LS 2000
- Links LS 2000 10 Course Pack
- Links 2001
- Links 2003 (2002)
- Links 2004 (2003)
- Links: Championship Course: Banff Springs
- Links: Championship Course: Barton Creek
- Links: Championship Course: Bay Hill Club & Lodge
- Links: Championship Course: Bighorn
- Links: Championship Course: Bountiful Golf Course
- Links: Championship Course: Castlepines
- Links: Championship Course: Firestone Country Club
- Links: Championship Course: Hyatt Dorado Beach ...
- Links: Championship Course: Innisbrook - Copper...
- Links: Championship Course: Mauna Kea
- Links: Championship Course: Pebble Beach
- Links: Championship Course: Pinehurst Country Club
- Links: Championship Course: Troon North
- Links: Fantasy Course: Devils Island
- Links: The Challenge of Golf

Autre jeux
- 10 Great Games 3
- 10th Frame (1986)
- Amazon: Guardians of Eden (1992)
- Amiga Gold Hits 1
- Amped 2 (2003)
- Amped 3 (2005)
- Amped: Freestyle Snowboarding
- Beach Head (1983)
- Beach Head II: The Dictator Strikes Back (1985)
- Countdown (1990)
- Crime Wave (1990)
- Famous Courses of the World: Vol. II
- The Gold Collection II
- Help! Charity Compilation
- Leader Board
- Leader Board
- Leader Board Par 4
- Microsoft Golf
- Microsoft Golf 2.0
- Microsoft Golf 3.0
- Microsoft Golf 2001 Edition
- Ollies Follies
- Raid over Moscow (1985)
- The Scrolls of Abadon
- Solid Gold
- Top Spin (2003)
- Top Spin 2 (2006)
- Total Sports
- World Class Leader Board